# What Price Glory? (1926)
What Price Glory? is een Amerikaanse filmkomedie uit 1926 onder regie van Raoul Walsh. Het scenario is gebaseerd op het gelijknamige toneelstuk uit 1924 van de Amerikaanse auteurs Maxwell Anderson en Laurence Stallings. De film werd destijds uitgebracht onder de titel Vervloekte roem.

## Verhaal
De Amerikaanse officieren Quirt en Flagg zijn samen op missie in China en de Filipijnen. Ze zijn ook voortdurend elkaars rivalen in de liefde. Tijdens de Eerste Wereldoorlog zijn ze beiden in Frankrijk gelegerd en dingen ze beiden naar de hand van Charmaine.

## Rolverdeling
| Acteur          | Personage              |
| --------------- | ---------------------- |
| Edmund Lowe     | Sergeant Quirt         |
| Victor McLaglen | Kapitein Flagg         |
| Dolores del Río | Charmaine de la Cognac |
| William V. Mong | Cognac Pete            |
| Phyllis Haver   | Shanghai Mabel         |
| Elena Jurado    | Carmen                 |
| Leslie Fenton   | Luitenant Moore        |
| Barry Norton    | Soldaat Lewisohn       |
| Sammy Cohen     | Soldaat Lipinsky       |
| Ted McNamara    | Soldaat Kiper          |
| August Tollaire | Franse burgemeester    |
| Mathilde Comont | Camille                |
| Patrick Rooney  | Mulcahy                |